# Dzsenifer Marozsán
Dzsenifer Marozsán (født 18. april 1992 i Budapest, Ungarn) er en tysk fodboldspiller, der spiller for Olympique Lyon i Frankrig og er anfører for Tysklands landshold. Hun har tidligere spillet for 1. FC Saarbrücken og 1. FFC Frankfurt i Tysklands Frauen Bundesliga.

## Karriere

### Klub
Marozsán var som ganske ung et kæmpetalent, der blev sammenlignet med en af Tysklands allerstørste kvindelige spillere, Birgit Prinz. Efter at have spillet på drengehold kom hun i 2007 som blot femtenårig til at spille for Saarbrückens kvinder i Bundesligaen som den yngste nogensinde.
I 2009 skiftede hun til 1. FFC Frankfurt, hvor hun var med til at vinde tyske pokalturnering i 2011 og 2014 samt Champions League i 2015. I finalen sikrede en aflevering fra Marozsán til Mandy Islacker kort inden kampens afslutning sejren til Frankfurt.
I 2016 flyttede hun til Frankrig for at spille for Olympique Lyon. Skiftet gjorde hende til den bedst aflønnede kvindelige tyske fodboldspiller. Allerede i sin første sæson her vandt hun såvel mesterskabet, pokalturneringen og Champions League, lige som hun blev valgt som bedste spiller i den franske liga. Hun fik forlænget sin kontrakt, så den løber til 2023, men efter afslutningen af 2020-2021-sæsonen blev hun udlejet for et halvt år til den amerikanske klub OL Reign.

### Landshold
Hun har spillet for Tyskland på alle niveauer. Hun fik debut på A-landsholdet i oktober 2010 i en venskabskamp mod Australien. Det første landsholdsmål som senior scorede hun i en EM-kvalifikationskamp mod Tyrkiet i februar 2012.
Hun kom med i den tyske trup til EM-slutrunden 2013, og hun fik spilletid i alle kampene og scorede blandt andet kampens eneste mål i semifinalen mod Sverige, inden hun var med i finalen, som Tyskland vandt 1-0 over Norge. Marozsán blev efterfølgende udpeget til all-star-holdet ved turneringen.
Hun var igen med i den tyske trup til VM-slutrunden 2015, hvor Tyskland i semifinalen blev besejret af USA 0-2 og derpå tabte kampen om bronze mod England med 0-1. Her spillede hun fem af kampene. Hendes mål i ottendedelsfinalen mod Sverige blev efterfølgende valgt som månedens mål af tv-stationen ARD.
Ved OL 2016 i Rio de Janeiro var Marozsán nok engang med i den tyske trup, hvor tyskerne akkurat gik videre fra indledende runde, idet blot ét mål gjorde, at de var bedre end Australien. Herefter vandt de 1-0 over Kina i kvartfinalen og 2-0 over Canada i semifinalen, inden de sikrede sig guldmedaljerne med en 2-1-sejr over Sverige i finalen. Marozsán scorede i finalen det ene mål og skød det frispark, der ramte stolpen og derpå via svenske Linda Sembrant gik i mål.
I efteråret 2016 blev Marozsán udpeget som ny anfører på det tyske landshold. HUn blev i kåret som bedste kvindelige fodboldspiller i 2018-19-sæsonen for tredje sæson i træk. Hun spillede sin landskamp nummer 100 i september 2020, da hun blev skiftet ind i en kamp mod Montenegro.

## Privatliv
Marozsán er født i Ungarn, men flyttede med sin familie til Tyskland i 1996, da hendes far, János Marozsán, der selv var fodboldspiller, havde skrevet kontrakt med 1. FC Saarbrücken. Da Tysklands fodboldforbund så, at Dzsenifer Marozsán var et stort talent, pressede de på i en proces, for at hun kunne få tysk statsborgerskab, så hun kunne spille på de tyske landshold. Mens hun stadig var under atten år, fik hun sammen med hele familien tysk statsborgerskab.
I sommeren 2018 blev hun ramt af en lungeemboli, der kostede hende en længere pause fra fodbolden.

## Hæder

### 1. FC Saarbrücken
- 2. Bundesliga: Vinder 2008–09
- Frauen DFB Pokal: Toer 2007–08

### FFC Frankfurt
- UEFA Women's Champions League: Toere 2011–12, Vinder 2014–15
- DFB Pokal: Vinder 2010–2011, 2013–2014

### Olympique Lyon
- Division 1 Féminine: Vinder 2016–17
- Coupe de France Féminine: Vinder 2017
- UEFA Women's Champions League: Vinder 2016–17

### Tyskland
- U-17 EM i fodbold: Vinder 2008
- U-20 VM i fodbold: Vinder 2010
- EM i fodbold for kvinder: Vinder 2013
- Sommer-OL: Guldmedalje, 2016
- Algarve Cup: Vinder 2012, 2014

### Individuel
- FIFA U-17 Women's World Cup Silver Ball: 2008[12]
- FIFA U-17 Women's World Cup Golden Shoe: 2008[13]
- U-17 EM i fodbold: Topscorer 2008
- Fritz Walter Medal: Bronze 2009
- U-20 VM i fodbold Golden Ball: 2012[14]
- EM i fodbold for kvinder All-Star hold: 2013
- Algarve Cup Most Valuable Player: 2014
- UEFA Best Women's Player in Europe Award 3. plads: 2015, 2016
- FIFA Women's World Player of the Year Nomineret: 2016
- IFFHS Verdens bedste kvindelige playmaker: 2016[15]
- FIFPro: FIFA FIFPro World XI 2016[16]
- UNFP Female Player of the Year: Winner 2016–17
- Division 1 Féminine Årets FIFPro XI: 2016–17
- Årets kvindelige fodboldspiller i Tyskland: 2017,[17] 2018 og 2019[9]